# Shigeru Morioka
Shigeru Morioka (森岡 茂 Morioka Shigeru?,  nacido el 12 de abril de 1973 en Ehime) es un exfutbolista japonés que se desempeñaba como centrocampista.
Shigeru Morioka fue elegido para integrar la selección de fútbol sub-23 del Japón para los Juegos Olímpicos de Verano de 1996.

## Trayectoria

### Clubes
| Club                | País  | Año         |
| ------------------- | ----- | ----------- |
| Gamba Osaka         | Japón | 1992 - 1998 |
| Kyoto Purple Sanga  | Japón | 1999        |
| Vissel Kobe         | Japón | 2000 - 2001 |
| Gamba Osaka         | Japón | 2002 - 2005 |
| Banditonce Kakogawa | Japón | 2006 - 2008 |